# Penicillium jensenii
Penicillium jensenii K.W. Zaleski – gatunek grzybów z rodziny Aspergillaceae.

## Systematyka i nazewnictwo
Pozycja w klasyfikacji według Index Fungorum: Penicillium, Aspergillaceae, Eurotiales, Eurotiomycetidae, Eurotiomycetes, Pezizomycotina, Ascomycota, Fungi.
Po raz pierwszy opisał go w 1927 roku Karol Zaleski. Synonim: Penicillium godlewskii K.W. Zaleski 1927.

## Morfologia i fizjologia
Kolonie na agarze z roztworem Czapeka rosną powoli, 2,5 do 3 cm w ciągu 12 do 14 dni w temperaturze pokojowej (24 °C). Mają grubość 0,5 mm, są dość luźne, drobno ziarniste, prawie wełniste, mniej lub bardziej strefowane z marginesami o szerokości 1 do 2 mm, żółtobiałe, podczas dojrzewania zarodników szybko zmieniają barwę na szarą do zielonej. Zarodnikują obficie w całej kolonii. Nie tworzą wysięku, są bez zapachu lub z nieokreślonym zapachem. Rewers bezbarwny do matowego w odcieniach brzoskwiniowych. Penicillusy wyraźnie się rozgałęziają, w większych strukturach zwykle składają się z dość wyraźnego końcowego skupiska 2, 3 lub więcej metuli, w mniejszych strukturach zwykle nie są tak ułożone. Konidiofory zmienne, gładkie, wyrastające z podłoża i osiągające do 500 µm lub więcej długości i 2–2,5 µm szerokości, lub wyrastające jako boczne odgałęzienia na zwisających strzępkach, zwykle krótszych niż 100 µm, mają wymiary zwykle 8–10 × 2 µm. Ramiona zwykle w skupiskach po 5 do 10, zwarte, zwykle 7–8 × 2 µm z dość dobrze zdefiniowanymi rurkami zawierającymi konidia, wytwarzające łańcuchy konidiów, które mają tendencję do przylegania do luźnych kolumn. Konidia kuliste do prawie kulistych, o średnicy 2 µm ze ściankami delikatnie chropowatymi.
Kolonie na agarze słodowym ograniczone, o średnicy około 2,5 cm, luźno teksturowane, mniej lub bardziej kłaczkowate, penicillusy są bardziej konsekwentnie monowertycjalne i mają tendencję do rozgałęziania się, przy czym rozwój kolumn jest bardziej zaakcentowany niż na podłożu Czapeka.
Grzyb glebowy i endofit. W Polsce wyizolowano go wielokrotnie z gleby, ryzosfery i korzeni wielu drzew i roślin zielnych.